# Коробів Хутір
Коробів Хутір (до 2025 року — Коропове́) — село в Україні, у Зміївській міській громаді Чугуївського району Харківської області. 
Населення становить 159 осіб. До 2020 орган місцевого самоврядування — Задонецька сільська рада.

## Географія

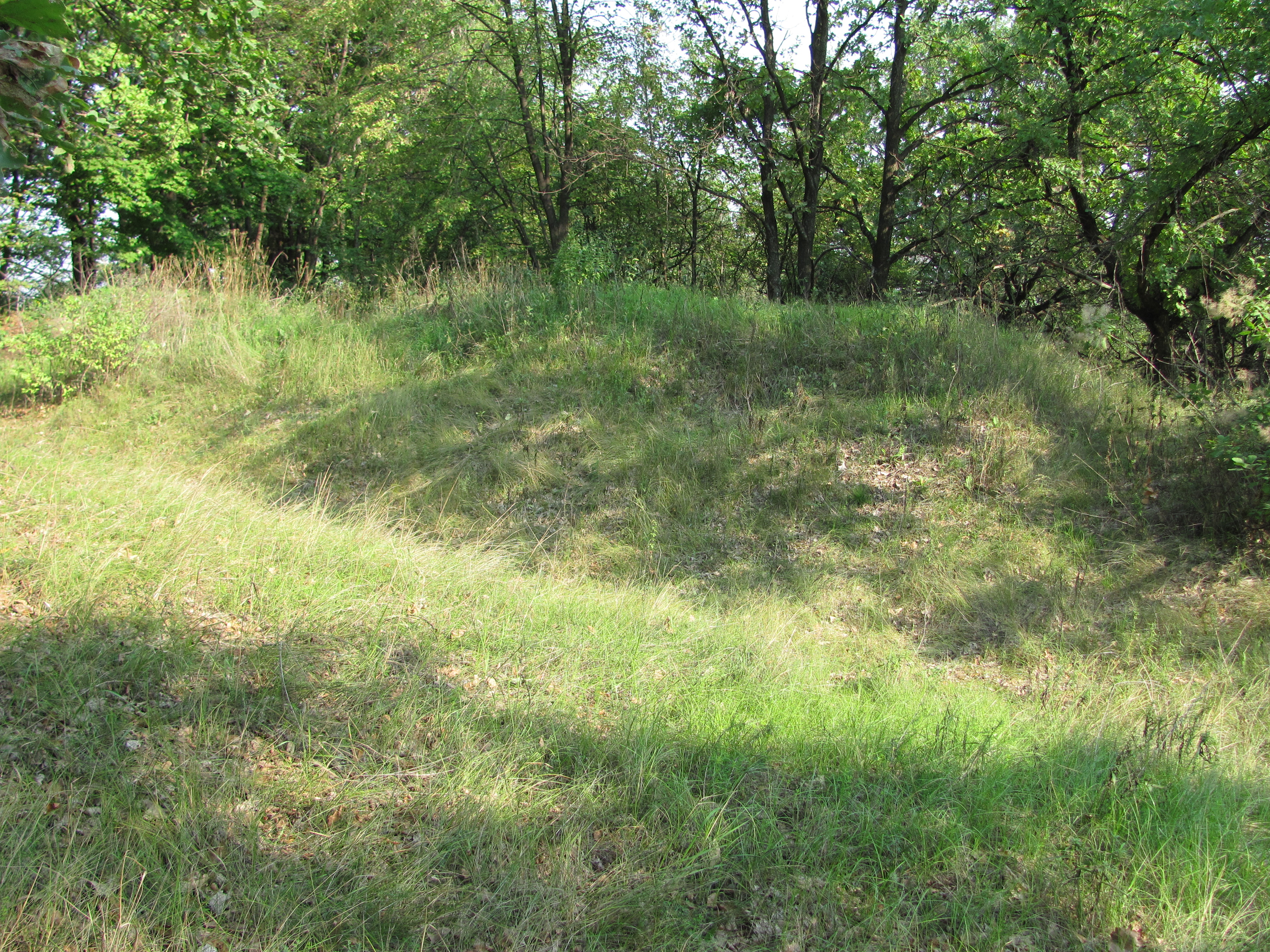
Городище "Коропове"

Село Коробів Хутір знаходиться на правому березі річки Сіверський Донець, вище за течією за 4 км розташоване село Гайдари, нижче за течією за 4,5 км - село Суха Гомільша, на протилежному березі розташований великий масив садових ділянок, русло річки сильно звивисте, утворює багато лиманів і заболочених озер, у т. ч. озера Лопухове, Коропове, Палац, Довге, Перегон. Село оточене великим лісовим масивом (дуб). На березі річки багато будинків і баз відпочинку.

## Назва
Село історично називалося Коробів Хутір. Назва походить від однойменного озера. 5 червня 2025 року Верховна Рада підтримала перейменування села Коропове на Коробів Хутір. 15 червня 2025 року перейменування набуло чинності, село повернуло історичну назву.

## Історія
1668 — дата першої згадки монастиря, що дав собою початок цьому селу.
У XVIII ст. на місці цього села стояв Миколаївський козацький монастир, а на іншому, лівому березі Сіверського Дінця, де нині озеро Коропове, тоді був Коробів Хутір. 
12 червня 2020 року, відповідно до Розпорядження Кабінету Міністрів України  № 725-р «Про визначення адміністративних центрів та затвердження територій територіальних громад Харківської області», увійшло до складу Зміївської міської громади.
19 липня 2020 року, в результаті адміністративно-територіальної реформи та ліквідації Зміївського району, село увійшло до складу Чугуївського району Харківської області.

## Населення

### Мова
Розподіл населення за рідною мовою за даними перепису 2001 року:
| Мова       | Кількість | Відсоток |
| ---------- | --------- | -------- |
| українська | 154       | 96.86%   |
| російська  | 4         | 2.51%    |
| вірменська | 1         | 0.63%    |
| Усього     | 159       | 100%     |

## Економіка
- Розважальний готельний комплекс «Карнавал».
- Готель «Carnaval Resort & Spa».
- Ресторан італійської кухні «Венеція».
- Гостиний дім «Пенати».
- Готель «Коробки».
- База відпочинку «Коробки».
- База «Під Козачою Горою».
- Міні-готелі «Біле Озеро», «Капітан Морган».
- База відпочинку «Біла Хата».

## Пам'ятки
- У селі руїни козацького Зміївського Свято-Миколаївського монастиря що був на Козачій горі.
- Гомільшанський дуб - один з найстаріших дубів України
- Національний парк «Гомільшанські ліси».

## Галерея

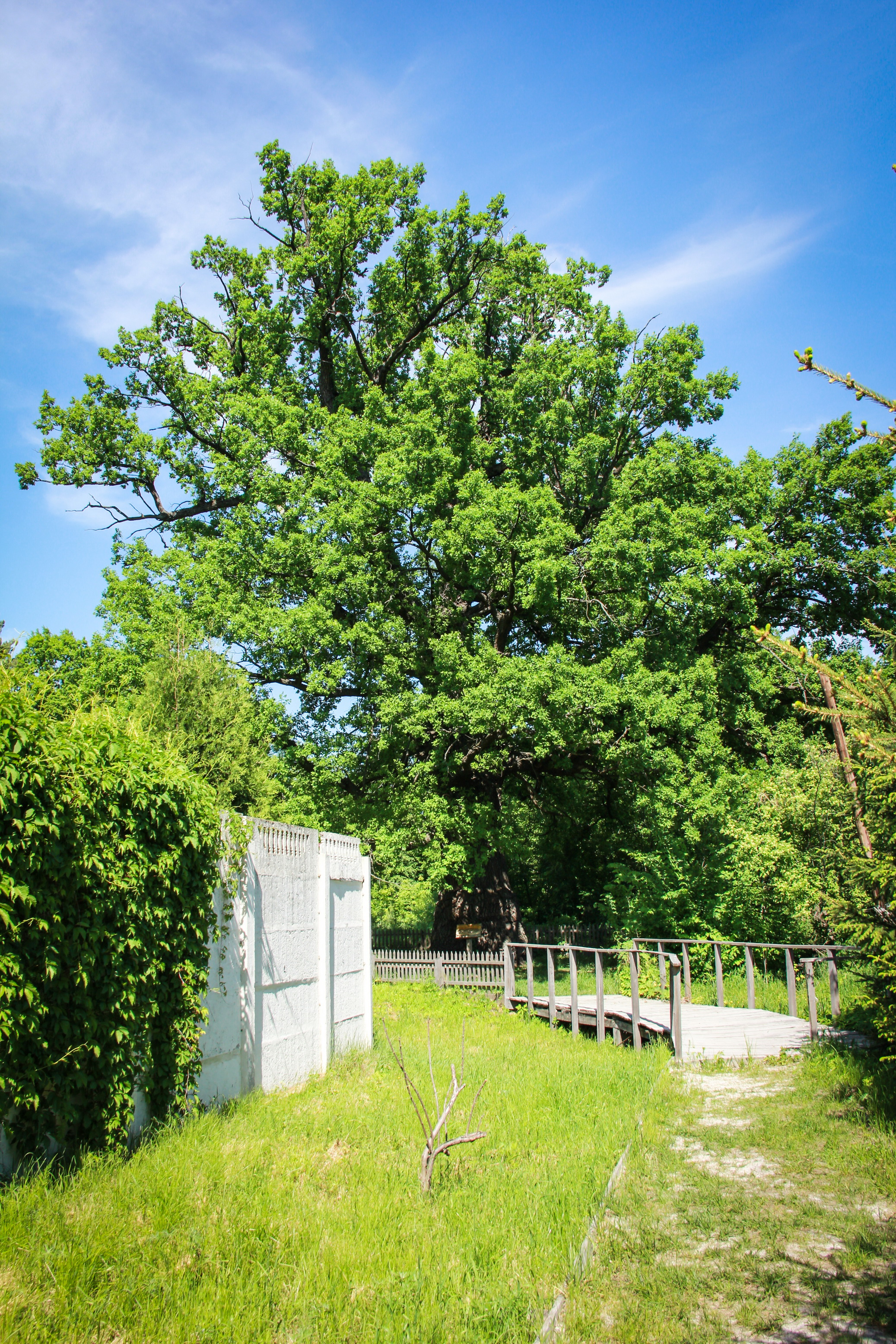
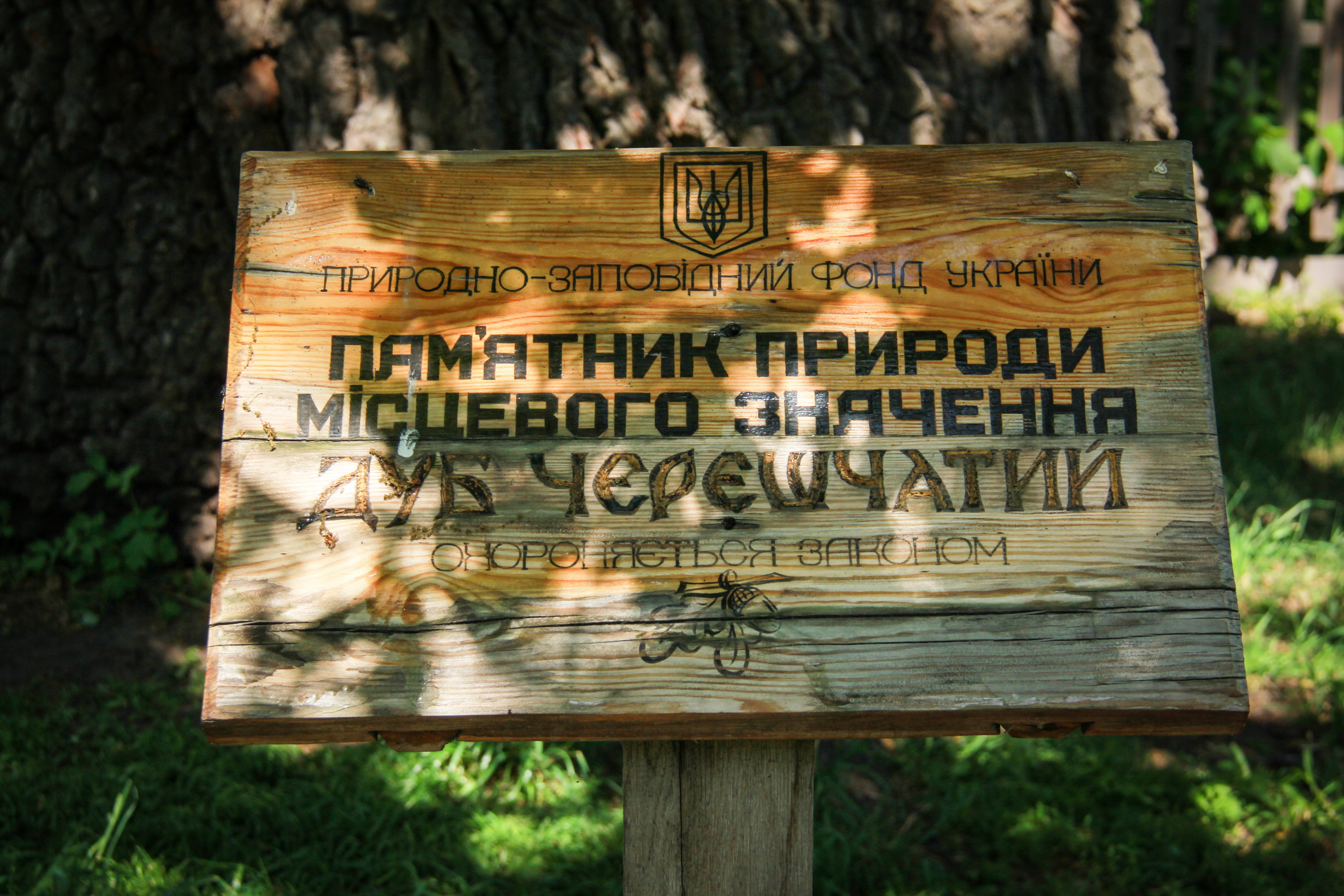
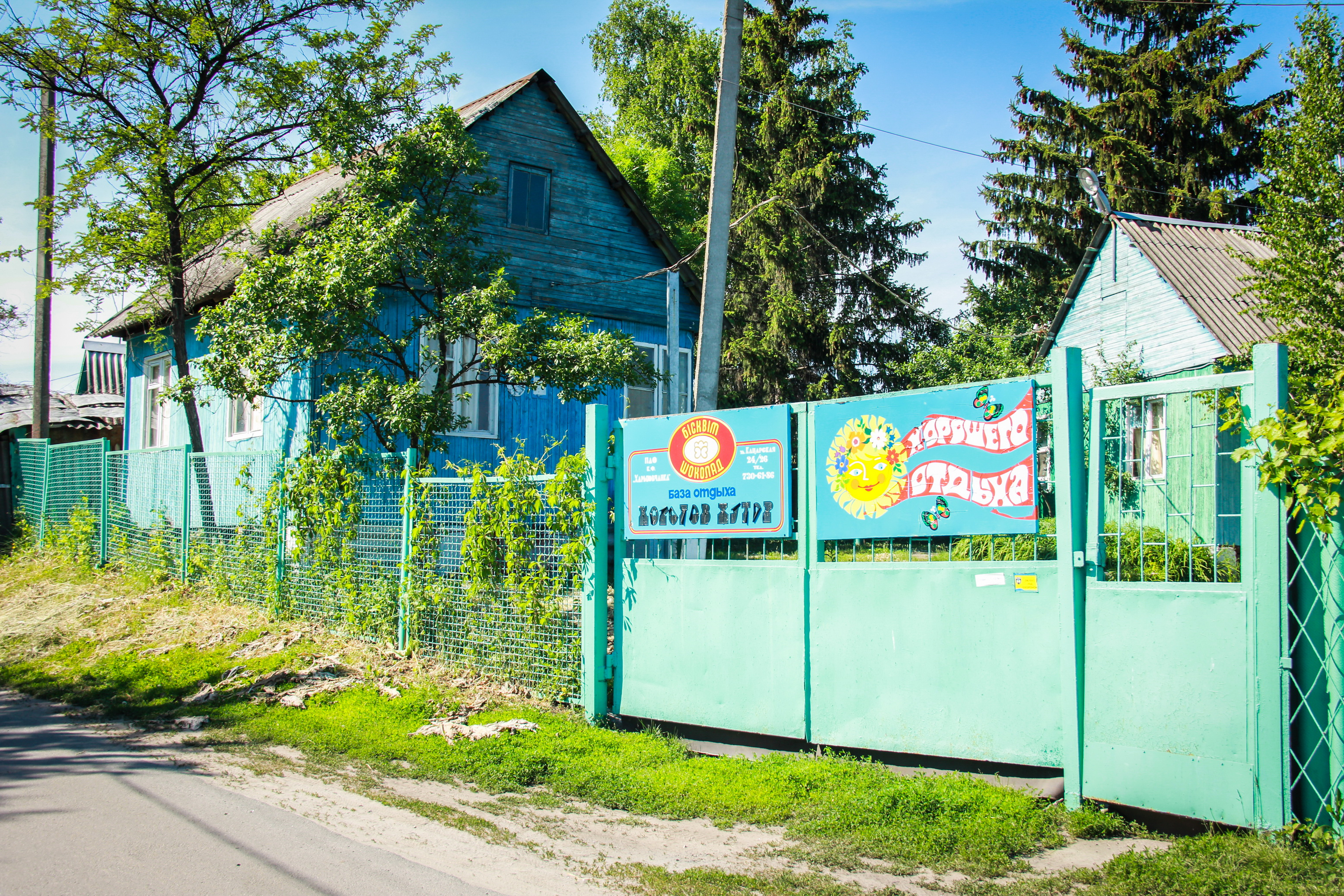
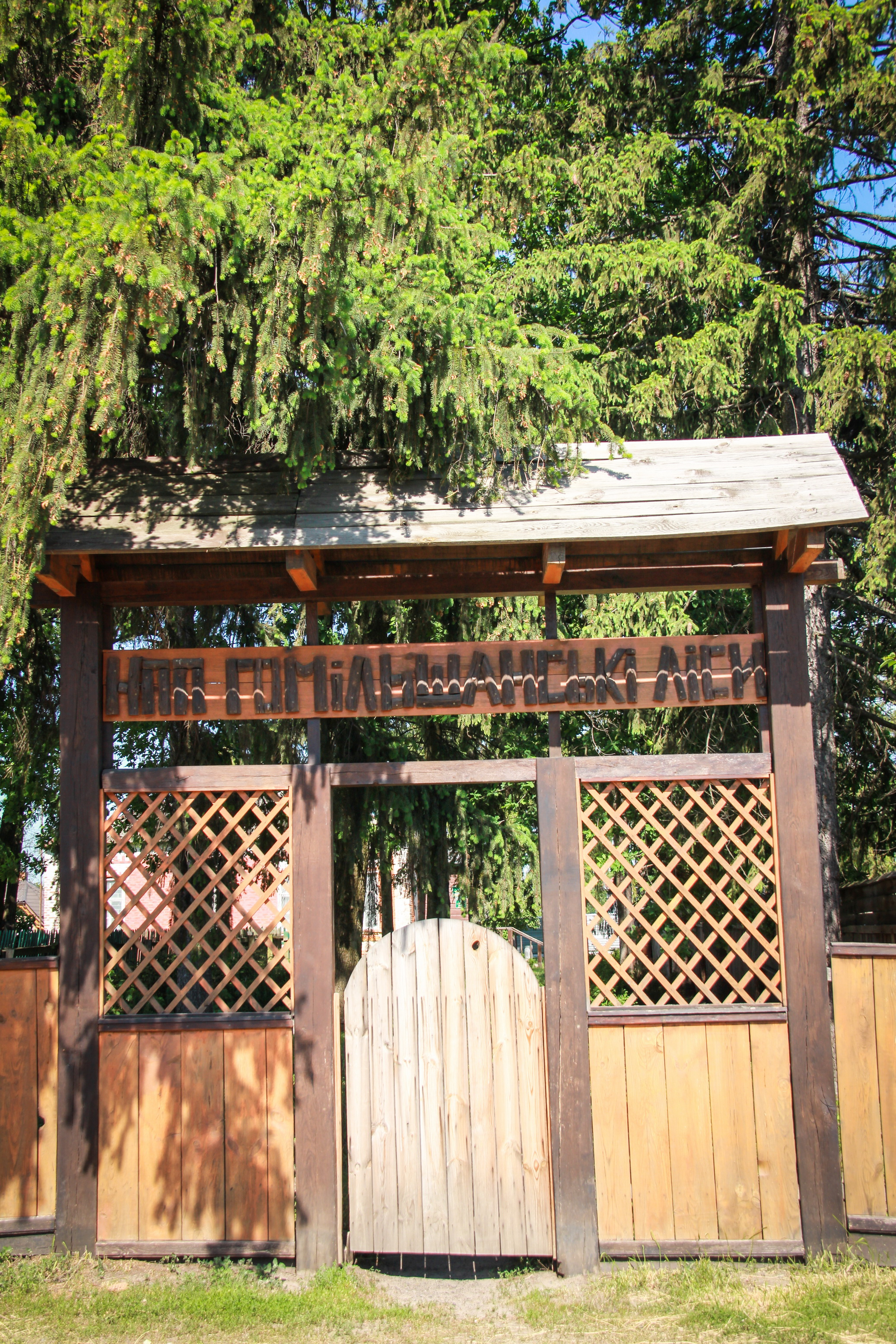
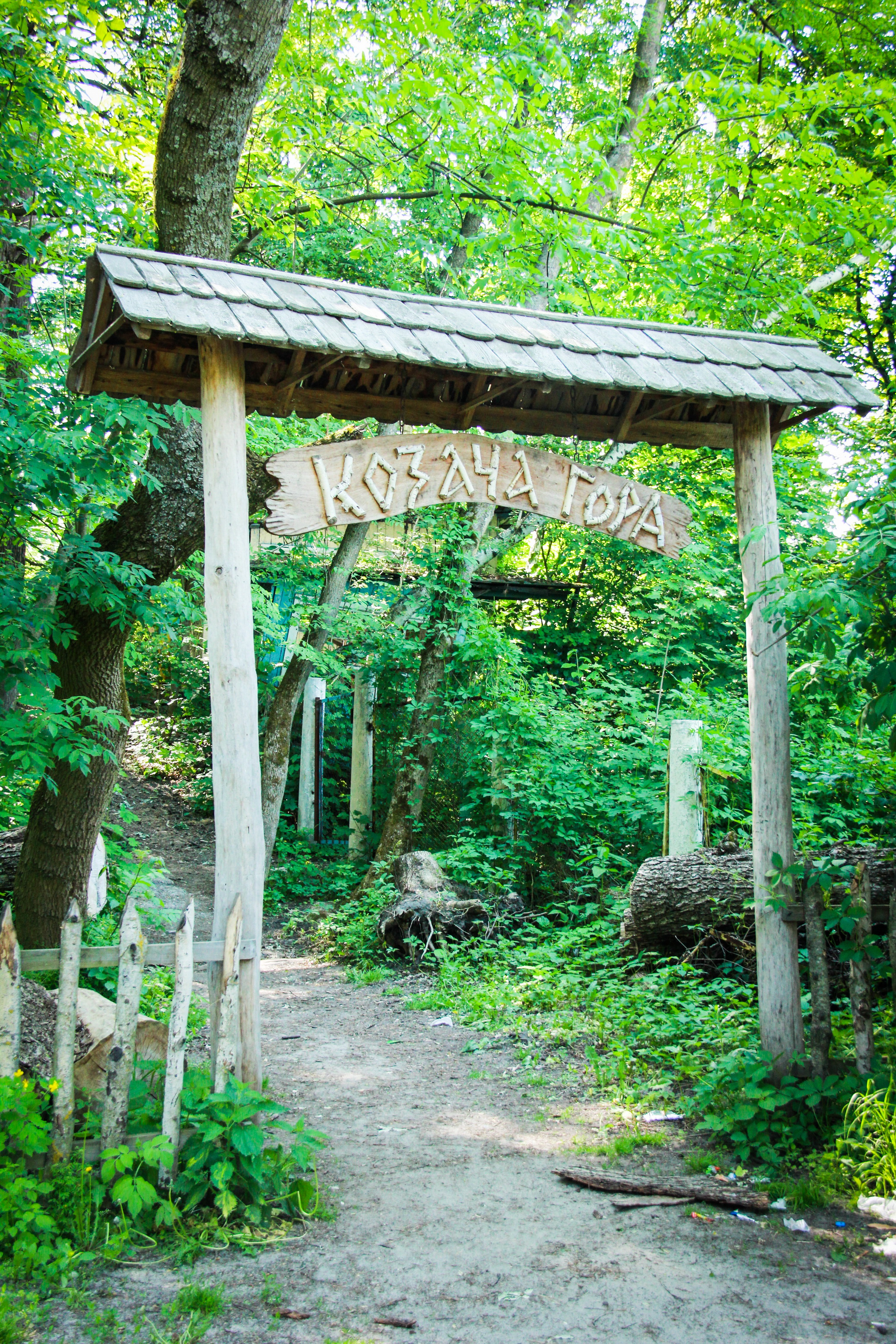
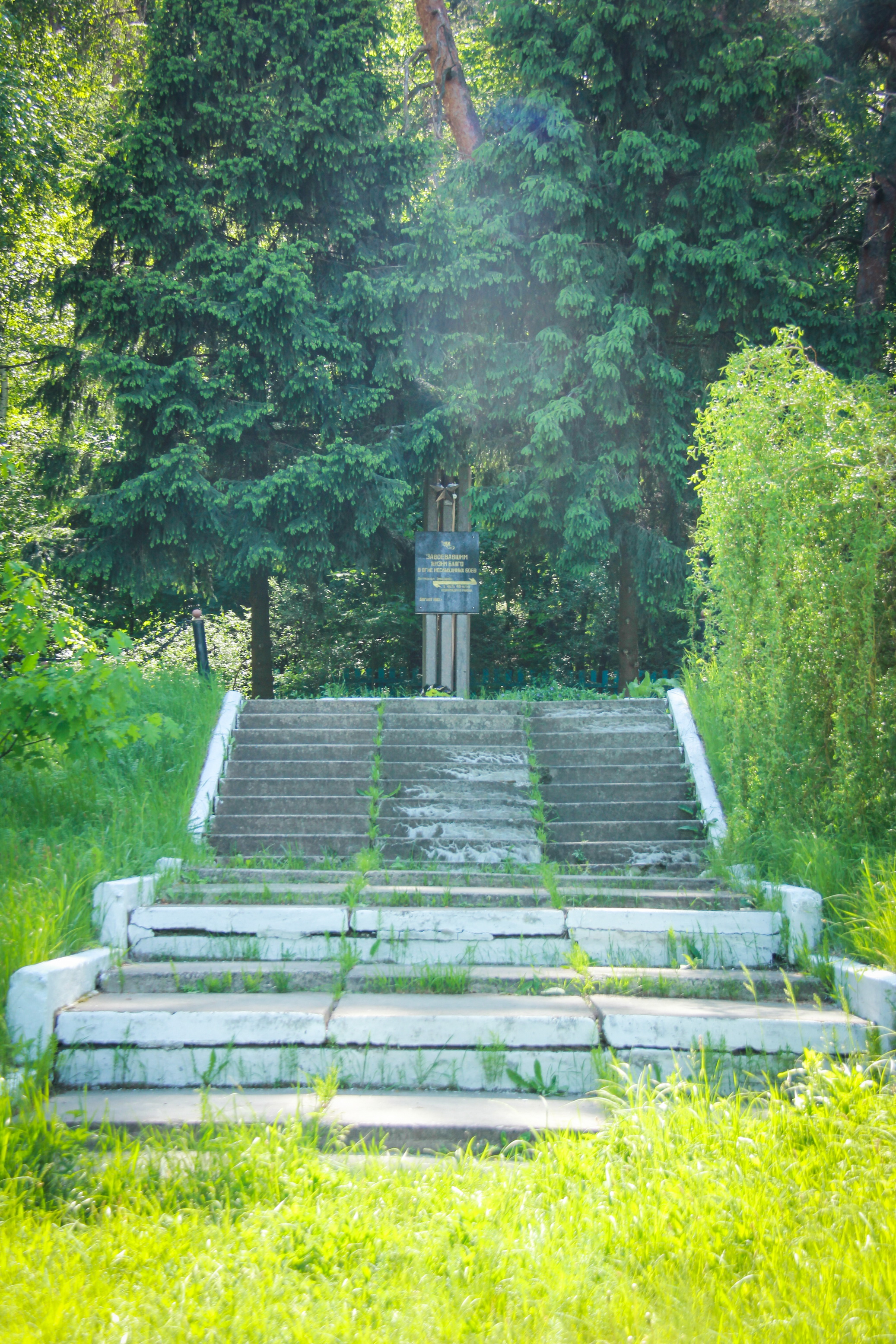
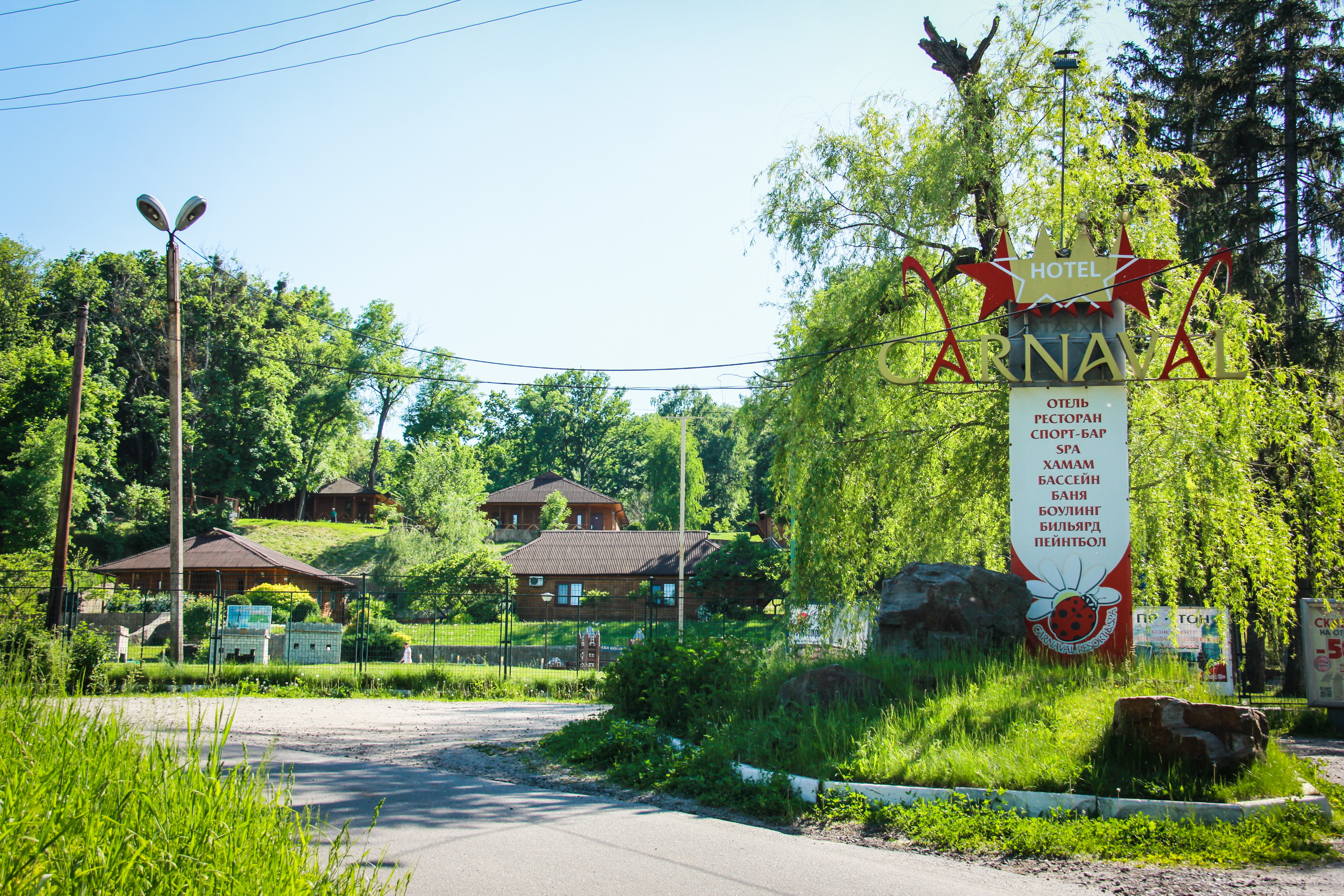
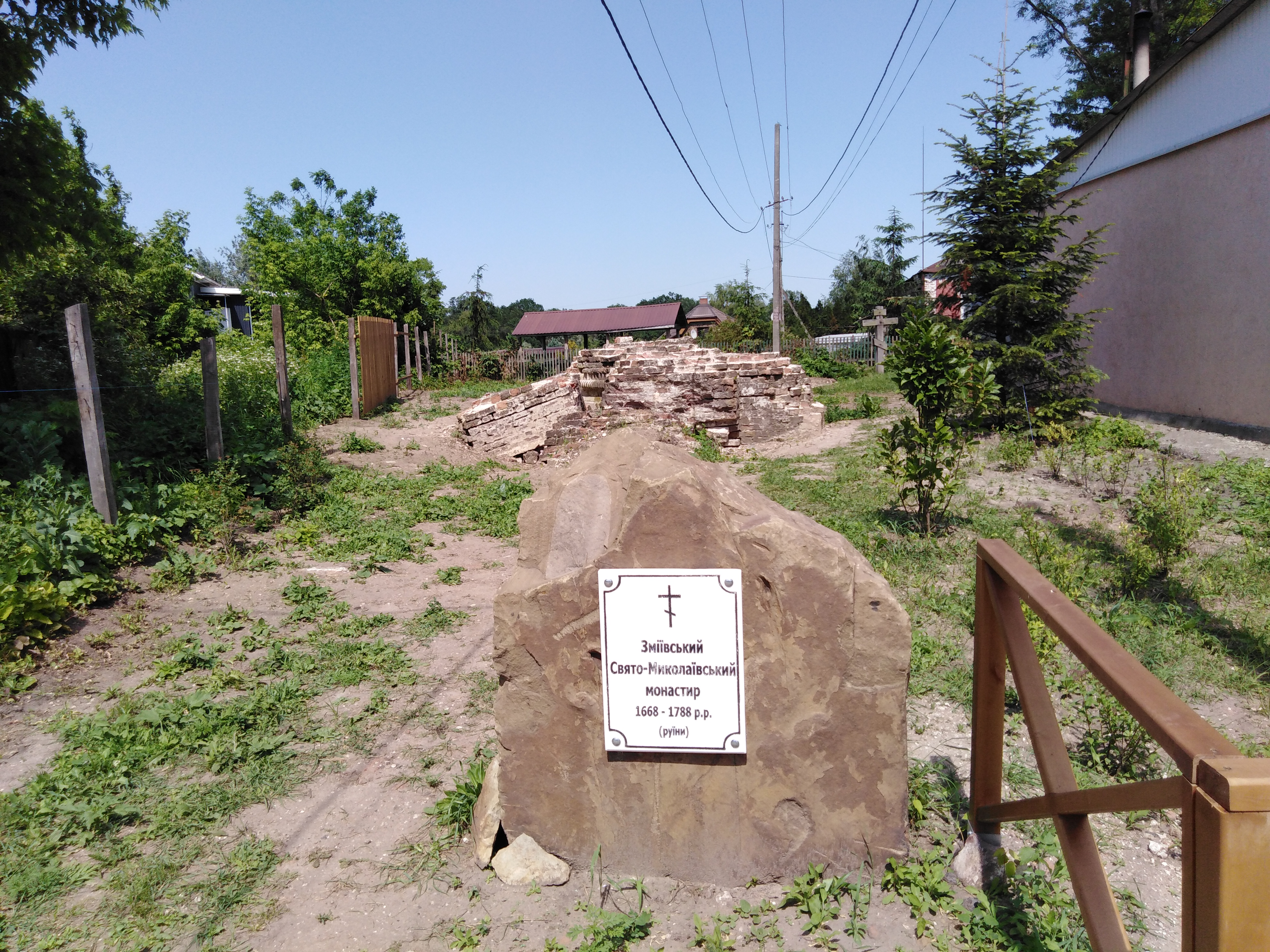